# Movimiento por los derechos de los padres
El movimiento por los derechos de los padres es un movimientos de hombres cuyos miembros están interesados principalmente en temas relacionados con el derecho de familia, incluyendo la custodia legal por los padres y su manutención o pensión alimentaria que afectan a los padres y sus niños. Muchos de sus miembros son padres que desean compartir la crianza de sus hijos por igual con la madre de los mismos, ya sea después de un divorcio, con relación a los hijos del matrimonio terminado, o como padres solteros. El movimiento incluye a mujeres tanto como hombres, a menudo las segundas esposas de los padres divorciados u otros miembros de la familia de los hombres que han tenido algún compromiso con el derecho de familia.
La mayoría de los miembros del movimiento derechos de los padres tenían poco interés previo en la ley o la política. Sin embargo, ya que consideraban que su meta de la paternidad compartida en igualdad estaba siendo frustrada por los tribunales de familia, muchos tomaron interés en el derecho de familia, incluyendo la custodia y manutención de los hijos.
Aunque ha sido descrito como un movimiento social, miembros del movimiento creen que sus acciones se describen mejor como parte de un movimiento de derechos civiles. Objeciones a las caracterizaciones del movimiento como un movimiento social están relacionadas con la creencia de que la discriminación contra los padres va más allá de las ciencias sociales y tiene su origen en la intervención del gobierno en la vida familiar.
El movimiento ha recibido cobertura de prensa internacional como resultado del alto perfil del activismo de sus miembros, se ha convertido cada vez en más notorio, visible y organizado y ha jugado un papel importante en los debates sobre derecho de familia.

## Datos demográficos
El movimiento de los derechos de los padres existe casi exclusivamente en los países industrializados, donde el divorcio se ha vuelto más común. Surgió en occidente a partir de 1960 como parte de los movimientos de hombres, con organizaciones como Las familias necesitan padres, que se originó en la década de 1970. A finales del siglo XX, el crecimiento de Internet permitió una discusión más amplia, publicidad y activismo sobre temas de interés para los activistas de derechos paternos. Los factores que se cree que contribuyen al desarrollo del movimiento por los derechos de los padres incluyen el cambio de los datos demográficos domésticos provocados por el aumento del divorcio y la caída de las tasas de matrimonio, los cambios en el conocimiento y las expectativas de la paternidad, la maternidad y la infancia, así como los cambios en la forma como los sistemas jurídicos impactaron en las familias.
Los grupos de derechos de los padres en Occidente se componen principalmente de hombres blancos, de clase media u obreros, heterosexuales. Los miembros tienden a ser políticamente conservadores pero no comparten un único conjunto de puntos de vista políticos o sociales y son muy diversos en sus objetivos y métodos. Los miembros del movimiento de los derechos de los padres defienden una fuerte relación con sus hijos y se centran en un conjunto estrechamente definido de cuestiones basadas en las preocupaciones de los hombres divorciados o en proceso de divorcio. Las mujeres, a menudo nuevas parejas, incluyendo segundas esposas u otros familiares de los hombres que han tenido algún compromiso con el derecho de familia  y madres sin custodia, también son miembros del movimiento derechos de los padres y los activistas de dichos movimientos lo enfatizan. Dos estudios de grupos del movimiento derechos de los padres de los en Estados Unidos determinaron que el quince por ciento de sus miembros eran mujeres.
Las organizaciones del movimiento derechos de los padres Las familias necesitan padres y la Asociación de padres solitarios (Lone Fathers Association) han hecho campaña por los derechos de los padres durante muchas décadas. Las organizaciones duraderas parecen ser el resultado de la dedicación a largo plazo y el compromiso de personas clave. Otros grupos de derechos de los padres han tendido a formarse y disolverse rápidamente. Desacuerdos internos sobre la ideología y las tácticas son comunes y los miembros tienden a no permanecer con los grupos después de haber sido ayudados.

### Visión política y social
El movimiento derechos de los padres tiene ramas tanto liberales como conservadoras, con diferentes puntos de vista acerca de cómo los hombres y las mujeres se comparan. Aunque ambos grupos coinciden en la victimización y la discriminación contra los hombres, no están de acuerdo sobre por qué los hombres y las mujeres difieren, si se trata de algo innato o adquirido y de los tradicionales roles de género. La versión liberal cree que las diferencias entre los sexos se deben a la cultura y apoya la igualdad entre hombres y mujeres; en contraste la rama conservadora cree en las familias donde rige el tradicional patriarcado y la complementariedad entre varón y mujer y que las diferencias entre sexos se deben a la biología. En la visión de Ross Parke y Armin Brott, el movimiento de los derechos es uno de los tres ejes dentro del movimiento de hombres que tienen que ver casi exclusivamente con la paternidad, los otros dos son el movimiento de los buenos padres y los grupos que forman el movimiento de los Hombres Cristianos - donde los Promise Keepers son el más grande.
Warren Farrell, un veterano de los movimientos de las mujeres, los hombres y los padres desde la década de 1970, describe el movimiento derechos de los padres como parte de un "movimiento de transición de género" más grande y piensa que, de forma similar a las mujeres en la década de 1960, los padres haciendo la transición de roles familiares basados en el género a otros más flexibles. Farrell también cree que el movimiento ayuda a los niños, debido al aumento del número quienes son criados a partes iguales por ambos padres, que a su vez aumenta los beneficios sociales, académicos, psicológicos y físicos de los niños - lo que a su juicio se convierte en un problema de derechos de los niños con los padres actuando como defensores.

## Movimiento
Los miembros del movimiento derechos de los padres afirman que los padres son discriminados como resultado de los prejuicios de género en el derecho de familia, que las decisiones de custodia han sido una negación de la igualdad de derechos y que la influencia del dinero ha corrompido el derecho de familia. Objetivo principal del movimiento ha sido la campaña (incluyendo el cabildeo y la investigación) de los derechos legales formales para los padres y a veces para los niños y por los cambios en el derecho de familia relacionados con la custodia de los hijos, pensiones alimentarias y manutención, la violencia doméstica y el sistema de tribunales de familia en sí. Grupos de derechos de los padres también ofrecen apoyo emocional y práctico para los miembros durante la separación y el divorcio.
Algunos grupos de derechos de los padres se han sentido frustrados con la lentitud de la campaña tradicional para lograr la reformas de las leyes; grupos como los Fathers 4 Justice, originalmente basados en el Reino Unido, se han convertido cada vez en más notorios y visibles y han llevado a cabo manifestaciones públicas que han atraído la atención del público e influencia en la política de justicia familiar. Tras las protestas, algunos activistas de derechos de los padres han sido condenados por delitos como el acoso y asalto.   Grupos de derechos de los padres han condenado las amenazas y actos de violencia, con Matt O'Connor de los Fathers 4 Justice afirmando que su organización se ha comprometido a la "acción directa pacífica, no violenta" y que los miembros capturados que participaran en la intimidación serían expulsados.
Algunos miembros del movimiento de los derechos de los padres han abogado por la violencia, sobre todo Thomas Ball, que escribió una carta instando a los padres a incendiar los juzgados y comisarías. Ball posteriormente se inmoló en la escalinata de un palacio de justicia en Keene, Nueva Hampshire. En enero de 2006, Fathers 4 Justice fue disuelto temporalmente después de que se revelara que algunos miembros estaban conspirando para secuestrar a Leo Blair, el joven hijo del ex primer ministro Tony Blair. Según la policía, la trama nunca habría probablemente progresado más allá de la "etapa de las conversaciones" y fue condenada por el liderazgo del grupo. El grupo fue refundado cuatro meses más tarde.

## Temas principales

### Sistema de tribunales de familia
Stephen Baskerville es profesor asociado de ciencias políticas, presidente de la Coalición Americana de Padres y Niños y defensor de los derechos de los padres, que define que la custodia determinada por las cortes coarta el derecho a ser padres de los propios hijos, con el poder para evitar que el otro socio de la crianza de los hijos pueda ejercer su rol. Los miembros del movimiento por los derechos de los padres afirman que los tribunales de familia están sesgados en contra de los padres y la custodia compartida. Baskerville afirma que el resultado del divorcio es excesivamente unilateral y es iniciado por las madres en más de dos tercios de los casos - especialmente cuando los niños están involucrados. También afirma que el divorcio ofrece ventajas para las mujeres, tales como la custodia automática de los niños y beneficios financieros en forma de pagos de la manutención de los niños.  Los miembros del movimiento también establecen que los tribunales de familia son lentos para ayudar a los padres hacer valer sus derechos de paternidad (una reclamación respaldada por la investigación), caros y que consumen mucho tiempo.
Baskerville también ha declarado que los tribunales de familia se manejan en el secreto y censuran y son punitivos hacia los padres que les critican. También afirma que los empleados y activistas dentro de los tribunales apoyan y se benefician de la separación de los niños de sus padres y que el derecho de familia de hoy representa violaciones de los derechos civiles y la perversión intrusiva del poder del gobierno.
Otros cuestionan estas conclusiones, afirmando que los tribunales de familia tienen un sesgo a favor de los padres y que el menor porcentaje de padres separados que obtienen la custodia de los hijos es el resultado de decisiones tomadas por los padres en lugar de parcialidad de los tribunales de familia. Según el sociólogo Michael Flood, activistas de los derechos de los padres han exagerado la disparidad en el otorgamiento de la custodia entre los padres y madres e ignorado el hecho de que en la gran mayoría de los casos, los padres renuncian voluntariamente a la custodia de sus hijos a través de acuerdos privados; ya sea porque están dispuestos a hacerlo, o porque no esperan una sentencia judicial favorable.

### Paternidad compartida
Afirmando que "los niños necesitan dos padres" y que "los niños tienen el derecho humano fundamental a la oportunidad y la relación tanto con su madre como con su padre", miembros del movimiento de los derechos de los padres han llamado a una mayor igualdad en la responsabilidad de los padres después de la separación y el divorcio. Piden leyes que creen una presunción apelable o praesumptio iuris tantum de custodia compartida por igual después del divorcio o la separación, por la que los niños pasen el mismo tiempo con cada padre a menos que hubiera razones en contra de ello. Apuntan a estudios que muestran que los niños en entornos de custodia compartida se ajustan mejor y tienen menos problemas sociales tales como el bajo rendimiento académico, la delincuencia, el embarazo, el abuso de sustancias, la depresión y el suicidio y sostienen que la paternidad compartida resulta, de hecho, en el mejor interés del niño. Warren Farrell afirma que para los niños, la crianza compartida con tres condiciones (el niño tiene aproximadamente el mismo tiempo con mamá y papá, los padres viven lo suficientemente cerca entre sí de manera que el niño no tenga que renunciar a los amigos o a sus actividades al visitar al otro padre y no haya críticas recíprocas entre padres) es el segundo mejor arreglo de familia, después de la familia de dos padres intacta, seguido por la custodia primaria del padre y luego la custodia primaria de la madre y añade que si no se puede acordar la paternidad compartida, los niños en promedio están mejor psicológica, social, académica y físicamente, tienen niveles más altos de la empatía y asertividad y niveles más bajos de TDAH, si el padre tiene la custodia primaria en lugar de la madre.
Los miembros del movimiento de los derechos de los padres y sus críticos no están de acuerdo sobre la correlación de los resultados negativos del desarrollo de los niños en situaciones de custodia exclusiva. El científico social V. C. McLoyd afirma que la ausencia del padre covaría con otras características familiares relevantes, tales como la falta de ingresos económicos de un adulto de sexo masculino, la ausencia de un segundo adulto y la falta de apoyo de un segundo sistema de familia extendida y concluyen que es el efecto negativo de la pobreza y no la ausencia de un padre, lo que se traduce en resultados negativos del desarrollo. Por otro lado, el profesor Craig Hart afirma que aunque las consecuencias de la pobreza y de tener un solo padre están relacionados entre sí, cada uno es un factor de riesgo con efectos independientes sobre los niños y Silverstein y Auerbach afirman que los resultados negativos para los niños en situaciones de custodia exclusiva se correlacionan más fuertemente con situaciones de "orfandad" que a cualquier otra variable incluida la pobreza.
Los miembros del movimiento de los derechos de los padres critican el estándar del mejor interés del niño que se utiliza actualmente en muchos países para la toma de decisiones de custodia, que ellos describen como altamente subjetivo y basado en los prejuicios personales de los jueces de familia y de los evaluadores de oficio de la custodia del niño designados por las cortes y que los tribunales son abusivos cuando más de la mitad de las custodias se otorgan dejando al margen a un padre dispuesto y competente. Miembros del movimiento de los derechos de los padres, incluyendo a Ned Holstein, afirman que una presunción apelable o praesumptio iuris tantum de paternidad compartida cuenta con el apoyo de una mayoría de los ciudadanos. Baskerville escribe que las propuestas para promulgar leyes de custodia compartida son rechazadas por los abogados de divorcio y dice que los grupos "feministas radicales" se oponen a la paternidad compartida debido a la posibilidad de la violencia doméstica y el abuso infantil.
Mo Yee Lee afirma que los arreglos de custodia compartida son buenos para los niños sólo si no hay conflicto entre los padres. Los grupos feministas afirman que si se ordena la paternidad compartida, los padres no querrán proveer su participación en el cuidado diario de los niños. La National Organization for Women también cuestiona los motivos de los que promueven la paternidad compartida, señalando que se traduciría en una disminución sustancial o en la terminación de los pagos de manutención de niños.
Stephen Baskerville afirma que la paternidad compartida se ha demostrado reduce el conflicto entre los padres, al exigirles cooperar y comprometerse y que es la falta de restricción a uno de los padres, que resulta de la capacidad de ese padre de excluir al otro, lo que se traduce en aumento de los conflictos. Afirma, además, que es sólo cuando las pautas de manutención de los niños superan los costos verdaderos cuando los padres piden o buscan evitar los cambios en el tiempo de crianza por razones financieras y agregó que cualquier argumento de que un padre está pidiendo un aumento del tiempo de crianza para reducir la manutención de menores es a la vez un reconocimiento de que el otro padre está obteniendo un beneficio de la manutención de los hijos.
Stephen Baskerville describe al divorcio sin culpa o divorcio unilateral como una toma de poder por el padre que inicia el divorcio y también establece que los padres tienen el derecho constitucional de compartir el control de sus hijos y que por medio de la acción política tienen la intención de establecer la autoridad de los padres tanto por estos como para el bienestar de sus hijos. Los miembros del movimiento de los derechos de los padres afirman que una presunción iuris tantum de paternidad compartida (presunción apelable) conserva la protección de los niños contra los padres no aptos o violentos.
El sociólogo Michael Flood afirma que los partidarios de la paternidad compartida la utilizan sólo como una cuestión simbólica relacionada con "derechos", "igualdad" y "equidad" y que el movimiento de los derechos del padre no está interesado en realidad en el cuidado compartido de los hijos o en los deseos de los niños y agregó que los grupos de derechos paternos han abogado por políticas y estrategias que son perjudiciales para las madres y los niños y también perjudiciales para los propios padres. Por el contrario, científico social Sanford Braver afirma que la mala imagen del padre divorciado es un mito que ha dado lugar a políticas sociales nocivas y peligrosas.

### Manutención de los hijos
Miembros del movimiento derechos de los padres hacen campaña para la reforma de las pautas de manutención de niños, que en la mayoría de los países occidentales se basan en mantener el nivel de vida después de la separación de los niños y en el supuesto de que los niños viven con un padre y nunca con el otro. Los activistas afirman que las directrices actuales son arbitrarias, proporcionan a las madres incentivos financieros para pedir el divorcio y dejan a los padres con pocos ingresos discrecionales para disfrutar con los niños durante su tiempo de crianza. En los EE. UU., los activistas de derechos paternos proponen directrices basadas en un modelo de costos compartidos, en los que la manutención de los menores se basa en el promedio de ingresos de los padres y los costos estimados de los niños efectuados por ambos padres. Laura W. Morgan ha declarado que esto se centra en el nivel de vida relativo de los padres que se divorcian en lugar de los mejores intereses de los niños y apoyarlos financieramente en el mismo nivel que tenían antes del divorcio después de éste.
Solangel Maldonado afirma que la ley debe valorar una definición más amplia de la paternidad para los padres pobres disminuyend el enfoque en la pensión de manutención de los hijos y fomentando las contribuciones informales (tales como alimentos, ropa, juguetes, tiempo con los niños) de estos padres, contando estas contribuciones como manutención de los hijos.
Los miembros del movimiento por los derechos de los padres afirman que la manutención de menores debe terminar en ciertas condiciones, tales como que el padre con custodia límite el acceso a los niños al alejarse en contra de los deseos del otro padre, dé testimonio fraudulento o si se descubre un fraude de paternidad, agregando que dos hombres no deberían tener que pagar simultáneamente la manutención del mismo niño.
Stephen Baskerville afirma que a menudo es difícil para los padres en dificultades financieras o que asumen un papel mayor con sus hijos lograr que sus pagos de manutención sean rebajados. También afirma que el desempleo es la principal causa de los atrasos de manutención infantil y, además, que estos atrasos hacen el padre sujeto a arresto y encarcelamiento sin el debido proceso. También sostiene que el propósito de la pensión alimenticia debe determinarse públicamente y que los programas de aplicación deben estar diseñados para servir a ese propósito, observando el debido proceso de ley.
Los partidarios del movimiento de los derechos de los padres afirman que algunas mujeres hacen denuncias falsas de actos violencia doméstica, de abuso sexual o del niño con el fin de obtener una ventaja en el divorcio, las disputas de custodia y/o evitar que los padres vean a sus hijos. Afirman que los abogados aconsejan a las mujeres hacer tales acusaciones. Sostienen que las falsas denuncias de violencia doméstica y abuso infantil son alentados por la naturaleza inflamatoria de las audiencias de custodia de menores, que se manejan con el espíritu de "ganar o perder", y que los hombres son presupuestos culpables en lugar de inocentes por la policía y los tribunales. Los abogados y defensores de las mujeres maltratadas afirman que los procedimientos judiciales de familia son comúnmente acompañados por denuncias de violencia doméstica, debido a su prevalencia en la sociedad, más que como resultado de las falsas acusaciones. También afirman que la violencia doméstica a menudo comienza o aumenta en torno al momento del divorcio o la separación. El crítico académico Michael Flood sostiene que los grupos de derechos de los padres han tenido un impacto perjudicial en los programas y políticas sobre violencia doméstica, tratando de desacreditar a las mujeres que sufrieron la violencia, para echar atrás las protecciones legales disponibles para las víctimas y las sanciones impuestas a los autores y socavar los servicios para quienes sufrieron la violencia de los hombres. Stephen Baskerville afirma que en los casos de abuso infantil no es probable que el perpetrador sea el padre y que el abuso infantil ocurre con mayor frecuencia después de que el padre se ha separado de sus hijos. Baskerville propone que la violencia doméstica y el abuso de menores deben ser juzgados como asalto criminal, respetando las protecciones del debido proceso y que la financiación gubernamental para programas que abordan estas cuestiones se deben hacer depender de esa condición.

### Interferencias en el tiempo de crianza
Glenn Sacks afirma que algunas madres interfieren con el tiempo de crianza del padre y que tal interferencia debe ser detenida. Sacks y Jeffery M. Leving afirman que la interferencia en el tiempo de crianza puede ser resultado de la mudanza de los padres con custodia más allá de una distancia práctica para el padre sin custodia y hacen campaña por una presunción legal que, a menos que la otra parte se presente y la conteste de manera probada, una praesumptio iuris tantum, prohíba este tipo de traslados.
Activistas por los derechos de los padres militan por la inclusión del síndrome de alienación parental en la legislación de muchos países. Se trataría de un síndrome psiquiátrico propuesto y desarrollado por Richard A. Gardner que alega que la interrupción de la relación entre el padre y su niño es causada arbitrariamente por la madre quien aliena a su hijo para que rechace al padre, es decir, un síndrome psiquiátrico mental en el niño que se ve privado injustificadamente del vínculo con su padre debido a su alienación mental a lo que la madre quiere.
A pesar del cabildeo y las reiteradas propuestas externas en cada nuevo DSM, el III, el IV y el V, el síndrome de alienación parental fue rechazado y no aparece en el DSM. Ni el SAP ni el TAP son aceptados por ninguna organización científica legal o de salud mental. 
El SAP fue rechazado por la Organización Mundial de la Salud, la Asociación Española de Psiquiatría, la Asociación Americana de Psicología, la Asociación Americana de Psiquiatría, la Asociación Médica Americana, la Asociación de Psicólogos Americana y por eso no aparece ni en el CIE-10 de la (OMS) ni en el DSM-5 publicado por la Asociación Americana de Psiquiatría.
Sin embargo, continúa siendo una importante lucha de las organizaciones de derechos de los padres.

### Divorcio sin culpa
Stephen Baskerville afirma que las leyes que establecen divorcio sin culpa no se detuvieron en la eliminación de la exigencia que sustentaba que deba citarse a la otra parte a fin permitir el divorcio por "mutuo consentimiento" sino que también permitieron que cualquiera de los cónyuges pueda poner fin al matrimonio sin ningún acuerdo con el otro o culpa de este último. Phyllis Schlafly afirma que el divorcio sin culpa debería ser llamado divorcio unilateral.
Stephen Baskerville afirma que las leyes que establecen el divorcio sin culpa pueden ser vistas como uno de los experimentos sociales más audaces de la historia moderna que han terminado efectivamente con el matrimonio como un contrato legal. Él afirma que no es posible establecer un acuerdo vinculante para crear una familia y agregó que los funcionarios del gobierno pueden, a petición de uno de los cónyuges, terminar un matrimonio por sobre la objeción de la otra. Afirma que el divorcio sin culpa ha dejado a los padres sin protección contra lo que describen como la confiscación de sus hijos.
Baskerville afirma que la culpa ha entrado por la puerta trasera en forma de audiencias de custodia de menores y que el cónyuge divorciado por la fuerza ("demandado") se presume culpable. Del mismo modo, otros miembros del movimiento de los derechos de los padres creen que los hombres no pueden conseguir el reconocimiento apropiado de su inocencia como resultado del divorcio sin culpa. Baskerville describe una propuesta de enmienda de las leyes de divorcio sin culpa que daría lugar a una presunción apelable o praesumptio iuris tantum mediante la cual la custodia de los hijos menores se adjudicará a la parte demandada [que es inocente o no quiere divorciarse] independientemente de su sexo. También toma nota de las predicciones de Tim O'Brien, el autor de la enmienda propuesta, que establece que la misma se traduciría en una caída de la tasa de divorcios y la reducción de las consecuencias negativas para los niños.
Stephen Baskerville propone "límites razonables" para el divorcio sin culpa cuando se trata de niños. Algunos miembros del movimiento derechos de los padres apoyan el fin del principio de "sin culpa" en las decisiones de custodia de los hijos y el divorcio. Algunos miembros del movimiento de los derechos de los padres afirman que la facilidad de acceder al divorcio también debe ser limitada.

### Participación del gobierno
Stephen Baskerville afirma que los gobiernos de Estados Unidos y otras democracias se dedican, por accidente o intencionalmente, a una campaña en contra de los padres y la paternidad, lo que a su juicio, está en la raíz de un problema mayor que amenaza el matrimonio, destruye familias, devasta la vida de muchos niños y socava a los padres, a la democracia y a la responsabilidad. Baskerville sostiene, además, que es la eliminación del padre de la familia a través del divorcio lo que inicia los problemas que el gobierno cree solucionar por su medio y que estos problemas son entonces utilizados para justificar la existencia y expansión del gobierno. Los miembros del movimiento de los derechos de los padres afirman que el divorcio moderno involucra funcionarios del gobierno que invaden las vidas privadas de los padres, desalojando a la gente de sus casas, apoderándose de sus bienes y se llevándose a sus hijos.

### Derechos de los padres y reproductivos
Defensores de derechos de los padres han trabajado por el derecho de los padres solteros, aptos en todo lo demás, de obtener la custodia si la madre trata de dar a su hijo en adopción por un tercero o si las autoridades de bienestar infantil ubican al niño en cuidado adoptivo. Activistas de derechos de los padres buscan un enfoque de género neutro en el que hombres y mujeres no casados tendrían los mismos derechos en materia de adopción, un enfoque que los críticos afirman no reconoce suficientemente los diferentes papeles biológicos en la procreación y el embarazo, y la disparidad social y económica de las estructuras de la sociedad. En los EE. UU., algunos estados han aprobado leyes para proteger los derechos de los padres solteros a la custodia. Los tribunales han apoyado cada vez más estos derechos, aunque los jueces a menudo requieren pruebas de que el padre ha mostrado interés y brindado apoyo financiero y emocional a la madre durante el embarazo.
Algunos defensores de los derechos de los padres han buscado el derecho de impedir que las mujeres tengan un aborto sin el consentimiento del padre, sobre la base de que es discriminatorio para los hombres no tener la capacidad de participar en la decisión de interrumpir un embarazo. Esta opción no está respaldada por ninguna ley en los Estados Unidos. Los defensores de los derechos de los padres Jeffrey M. Leving y Glenn Sacks han declarado que "opción para los hombres es una solución imperfecta." También han expresado el deseo de tener un "aborto financiero", en el que exista la opción de cortar toda la responsabilidad de la manutención de un hijo no deseado. A propósito de esto, la experta en leyes Kim Buchanan afirma que "la única manera de formular la ausencia de una exclusión voluntaria del embarazo para los hombres como una injusticia de género es si se acepta que los hombres tienen el derecho a descargar las consecuencias del sexo sin protección (o un fallo de anticonceptivo) exclusivamente en sus parejas".
Sin embargo, algunos feministas, como la expresidenta de la organización feminista National Organization for Women, la abogada Karen DeCrow, han apoyado el concepto de "aborto financiero". En 2006, el Centro Nacional de Hombres estadounidense respaldó una demanda conocida como Dubay vs Wells, precisamente en relación con dicho «aborto financiero». El caso y la apelación fueron desestimados por la Corte de Apelaciones de los Estados Unidos (Sexto Circuito).

### Terminología
Algunos activistas de derechos de los padres se oponen al término "visitas" que ven como denigrante para su autoridad como padres. En su lugar prefieren el uso del término "tiempo parental".

### Permiso parental
La presión de los grupos de derechos de los padres, junto a otros, dio lugar en varios países a que los programas de licencia por paternidad fueran neutros en cuanto al género se refiere. Si bien históricamente, las prestaciones por maternidad les fueron otorgadas a las madres sobre la base de la biología física del parto, incluyendo la necesidad de proteger la salud y el bienestar económico de la mujer y del niño, los beneficios del permiso parental masculino enfatizan la crianza no sexista de los hijos; resaltan los ventajas de la participación de los padres en el cuidado de los niños y compensan la discriminación contra los hombres, que desean estar involucrados con sus hijos.

## Críticas
Algunos juristas y escritores feministas han acusado al movimiento de los derechos de los padres de poner los intereses de los padres por encima de los intereses de los niños, por ejemplo al sugerir que es aceptable para los padres retirar la manutención de menores si no se les da acceso a sus hijos o hacer cabildeo para lograr cambios en el derecho de familia que supuestamente aumentarían la exposición de los niños a padres abusivos. Los investigadores Martha Fineman, Michael Flood y otros han criticado el movimiento por supuestamente perpetuar los estereotipos negativos de la mujer como engañosa, vengativa e irresponsable, así como el de que las mujeres salen de sí por tomar ventaja financiera de los hombres.

## Partidarios notables
Partidarios públicos del movimiento por los derechos de los padres y de sus problemas, incluyen al fundador de Live Aid, Bob Geldof, el escritor y periodista irlandés John Waters y Karen DeCrow, expresidente de la National Organization for Women.
Entre otros partidarios notables se incluyen:
- Bettina Arndt
- Asa Baber
- Warren Farrell
- Wendy McElroy
- Glenn Sacks
- Phyllis Schlafly
- Christina Hoff Sommers
- Stephen Baskerville
- Jeffery M. Leving